# Tour della nazionale maschile di rugby a 15 della Romania 1993
Nel 1993 la nazionale di rugby della Romania si recò in Irlanda per uno dei tradizionali match "amichevoli" che la opponevano a squadre britanniche.
Fu un match senza storia. La squadra era lontanissima dai livelli degli anni '80. Un mese prima aveva subito una pesante sconfitta (51-0) dalla Francia durante la Coppa FIRA
| Arbitro: | Bob Yeman |

| |            | |
| Geoghegan | mt         | |
| Elwood | tr         | |
| Elwood 6 | c.p.       | Rosu |
| 15.Conor O'Shea, 14.Richard Wallace, 13.Vince Cunningham, 12.Phil Danaher, 11.Simon Geoghegan, 10.Eric Elwood, 9.Michael Bradley (cap.), 8.Brian Robinson, 7.Denis McBride, 4.Neil Francis, 5.Paddy Johns, 6.Mick Galwey, 3.Gary Halpin, 2.Terry Kingston, 1.Nick Popplewell - Sostituti: Paul McCarthy | Formazioni | 15.Vasile Brici, 14.Catalin Sasu, 13.Gheorghe Solomie, 12.Nicolae Fulina, 11.Lician Colceriu, 10.S. Rosu, 9.Daniel Neaga, 8.Tiberiu Brinza, 7.Andrei Guranescu, 6.Haralambie Dumitras (cap.), 5.Adrian Girbu, 4.Traian Oroian, 3.Gabriel Vlad, 2.Gheorghie Corneliu, 1.Gheorghe Leonte - Sostituti: Constantin Cojocariu, Micusor Marin |